# 中央コンタクト
株式会社中央コンタクトは、コンタクトレンズ関連製品の販売をおこなっている企業である。

## 企業理念
コンタクトレンズを媒体として、お客様に安全で快適な視生活を提供する。

## 沿革
- 1984年4月 - 静岡県静岡市で創業。同年6月静岡第1号店にて事業開始。
- 2010年9月 - 本社機能を現住所に移転。

## 店舗
日本全国160店舗（2018年1月現在）を展開中である。また、中国での出店を予定している。
- 東北エリア（7店舗）---青森県上北郡、秋田市、盛岡市（2店舗）、仙台市（3店舗）、

- 関東エリア（40店舗）---宇都宮市、伊勢崎市、千葉市、八千代市、流山市、さいたま市、鎌ヶ谷市、川越市、川口市、所沢市、下妻市、平塚市、東京23区内（17店舗）、武蔵野市（2店舗）町田新宿市、横浜市（4店舗）、川崎市（2店舗）、厚木市、藤沢市

- 東海・北陸･信州エリア（31店舗）---沼津市、富士宮市、静岡市（3店舗）、磐田市、浜松市（3店舗）、豊橋市、名古屋市（4店舗）、知多郡、西春日井郡、稲沢市、丹羽郡、津島市、一宮市、岐阜市、小山市、本巣市、長野市（2店舗）、佐久市、金沢市、かほく市、福井市、甲斐市、中央市

- 関西エリア（16店舗）---大阪市（5店舗）、箕面市、京都市（4店舗）、大和郡山市、神戸市（2店舗）、伊丹市、芦屋市、姫路市

- 中国・四国エリア（11店舗）---岡山市、福山市、広島市（3店舗）、高松市、綾歌郡、徳島市、板野郡、伊予郡、新居浜市

- 九州エリア（19店舗）---北九州市（3店舗）、福岡市（4店舗）、久留米市、直方市、大牟田市、佐賀市、長崎市、佐世保市、大分市（2店舗）、熊本市（2店舗）、宮崎市、鹿児島市